# Mahanadi
Mahanadi (nghĩa là.: sông lớn/vĩ đại) là một con sông tại miền Trung của Ấn Độ. Diện tích lưu vực của sông là 141.600 km² với chiều dài dòng chảy chính là 858 km. Sông chảy qua hai bang là Chhattisgarh và Orissa.

## Dòng chảy
Giống như các con sông theo mùa khác tại Ấn Độ, Mahanadi được hợp thành từ các khe suối trên các ngọn núi và khó có thể xác định chính xác được điểm khởi nguồn. Tuy nhiên, đầu nguồn xa nhất của sông nằm cách 6 km từ làng Pharsiya và ở 442 m trên mực nước biển, thuộc phía nam thị trấn Nagri tại quận Dhamtari của bang Chhattisgarh. Những ngọn đồi ở đây là phần mở rộng của dãy Ghat Tây và là nguồn của nhiều con suối mà sau đó cũng đổ nước vào Mahanadi.
Trong vòng 80 km đầu, Mahanadi chảy thẳng hướng bắc và là nơi thoát nước cho quận Raipur và chạm đến phần phía đông của thành phố Raipur. Vào lúc này, sông còn tương đối hẹp và tổng chiều rộng trong thung lũng sông không vượt quá 500–600 mét. Sông sau đó chảy vào quận cũ Bilaspur và tại đây nó nhận nước từ chi lưu chính đầu tiên là Seonath.
Sau khi hợp lưu với Seonath, sông chảy theo hướng đông trong suốt hành trình còn lại của nó. Sông hợp lưu với Jonk và Hasdeo trước khi vào lãnh thổ của bang Orissa sau khoảng một nửa quãng đường. Gần thành phố Sambalpur, sông bị một đập đất lớn nhất thế giới chắn ngang là đập Hirakud. Một cấu trúc tổng hợp của đất, bê tông và tường gạch, đập dài 24 km nếu tính cả hệ thống đê. Nó cũng tạo thành một hồ chứa lớn nhất tại châu Á với công suất tối đa là 743 km², bờ hồ dài 640 km.
Sông chảy qua quận Cuttack (quận) theo chiều đông-tây. Ngay trước khi đến thành phố Cuttack, một phân lưu lớn tách ra khỏi sông, được gọi là Kathjori. Thành phố Cuttack nằm trên vùng đất phân tách hai dòng chảy. Kathjori sau đó lại tách thành nhiều dòng chảy như Kuakhai, Devi và Surua rồi đổ vào vịnh Bengal sau khi đến quận Puri. Bản thân Kathjori đổ ra biển tại Jotdar. Các chi lưu khác của Mahanadi bao gồm Paika, Birupa, Chitroptala, Genguti và Nun. Birupa sau đó hợp vào sông Brahmani tại Krushnanagar và đổ vào vịnh Bengal tại Dhamra. Bản thân dòng Mahanadi đổ ra biển qua nhiều kênh tại Paradeep ở False Point, Jagatsinghpur. Đồng bằng châu thổ sông Mahanasi có nhiều phân lưu và trong đó, Brahmani là một trong các phân lưu lớn nhất tại Ấn Độ.

## Khả năng thông hành
Trước khi xây dựng đập Hirakud, có thể thông hành trên sông Mahanadi từ cửa sông đến Arrang, cách 150 km từ điểm khởi nguồn. Tuy nhiên, Hirakud và các đập khác đã chất dứt việc này. Ngày nay, tàu bè chỉ có thể đi lại ở vùng đồng bằng châu thổ và hồ chứa Hirakud.

## Lien kết ngoài
- Bargarh district topography Lưu trữ ngày 12 tháng 4 năm 2008 tại Wayback Machine
- Burnt paddy and dead fish Lưu trữ ngày 3 tháng 12 năm 2008 tại Wayback Machine
- Orissa Govt. blamed for declining quality of river water Lưu trữ ngày 20 tháng 1 năm 2011 tại Wayback Machine
- Mahanadi River Lưu trữ ngày 4 tháng 11 năm 2004 tại Wayback Machine